# Pardosa dabiensis
Pardosa dabiensis là một loài nhện trong họ Lycosidae.
Loài này thuộc chi Pardosa. Pardosa dabiensis được Jian-yuan Chai & Yang miêu tả năm 1998.